# FIA-Langstrecken-Weltmeisterschaft
Die FIA-Langstrecken-Weltmeisterschaft (offiziell FIA World Endurance Championship, kurz WEC) ist eine vom Automobile Club de l’Ouest organisierte Langstreckenrennserie für Sportprototypen und Gran Turismos, die seit 2012 nach den Regeln und Richtlinien der 24 Stunden von Le Mans ausgetragen wird.

## Die Meisterschaft
Die FIA-Langstrecken-Weltmeisterschaft (WEC) hat sich seit ihrer Gründung 2012 kontinuierlich weiterentwickelt. Ursprünglich aus dem Intercontinental Le Mans Cup hervorgegangen, erhielt die Serie ab 2012 den offiziellen WM-Status der FIA.
In den ersten Jahren dominierten Hersteller wie Audi mit dem R18 und Toyota mit dem TS030 die LMP1-Klasse. 2014 trat Porsche mit dem 919 Hybrid bei, während Nissan 2015 mit dem GT-R LM Nismo lediglich beim 24-Stunden-Rennen von Le Mans antrat. Ende 2016 zog sich Audi aus der Serie zurück, gefolgt von Porsche im Jahr 2017.
Aktuell, im Jahr 2025, ist die Hypercar-Klasse (ehemals LMP1) das Spitzenfeld der WEC. Toyota setzt den GR010 Hybrid ein, während Hersteller wie Ferrari mit dem 499P, Porsche mit dem 963, Peugeot mit dem 9X8, Cadillac mit dem V-Series.R, BMW mit dem M Hybrid V8, Alpine mit dem A424 und Aston Martin mit dem Valkyrie AMR-LMH vertreten sind. Lamborghini hat sich nach der Saison 2024 aus der WEC zurückgezogen, da die neuen Regularien ab 2025 vorschreiben, dass Hersteller zwei Fahrzeuge in der Hypercar-Klasse einsetzen müssen, was nicht mit Lamborghinis Strategie übereinstimmte.
In der Saison 2024 wurde die LMP2-Klasse aufgrund der steigenden Teilnehmerzahl in der Hypercar- und LMGT3-Klasse aus der WEC entfernt, bleibt jedoch beim 24-Stunden-Rennen von Le Mans vertreten. Die GTE-Klassen wurden durch die LMGT3-Klasse ersetzt, die auf dem etablierten GT3-Reglement basiert. Hersteller dürfen maximal zwei Fahrzeuge in dieser Klasse einsetzen, wobei diejenigen, die auch in der Hypercar-Klasse vertreten sind, bevorzugt werden.
Mercedes kehrte 2025 in die WEC zurück und tritt in der LMGT3-Klasse mit dem Mercedes-AMG GT3 an, eingesetzt vom Team Iron Lynx. Dieses Team wechselte von Lamborghini zu Mercedes, nachdem Lamborghini sein WEC-Engagement beendet hatte. 
Die WEC-Saison 2025 umfasst acht Rennen, beginnend mit dem 1812-km-Rennen von Katar am 28. Februar und endend mit dem 8-Stunden-Rennen von Bahrain am 8. November. Weitere Stationen sind Imola, Spa-Francorchamps, Le Mans, São Paulo, Austin und Fuji. 
Die Meisterschaftstitel der WEC werden an Fahrer in allen Klassen vergeben, während Hersteller in den Klassen Hypercar und LMGT3 ausgezeichnet werden.

## Sportliches Reglement

### Freies Training
Pro Rennwochenende gibt es 2 oder 3 Trainingssitzungen, diese können eine, eineinhalb oder zwei Stunden dauern. Die gesamte Trainingszeit ist auf 4 Stunden pro Rennwochenende begrenzt.

### Qualifying
Das Qualifying ist in zwei Sitzungen unterteilt, die erste Sitzung ist für die LMGTE Pro und LMGTE Am Fahrzeuge, die Zweite für die Hypercars und LMP2s vorgesehen. Diese Sitzungen dauern jeweils 10 Minuten und werden seit 2021 wieder von nur mehr einem Fahrer bestritten. In der LMGTE Am Klasse muss ein Bronze klassifizierter Fahrer das Qualifying bestreiten.

### Rennen
Rennen müssen nach den Regularien zumindest 6 Stunden dauern. Im aktuellen Rennkalender gibt es Rennen welche 6, 8 oder 24 Stunden dauern, die 1000 Meilen von Sebring werden jedoch unter einem besonderen Format ausgetragen. Die Rennlänge beträgt entweder 1000 Meilen (268 Runden) oder 8 Stunden, je nachdem was zuerst eintritt.

### Reifen
Für die Hypercar und LMP2 Klasse ist der Reifenhersteller in den Regularien festgelegt. In der Hypercar Klasse werden die Reifen von Michelin bereitgestellt, in der LMP2 ist Goodyear der einheitliche Reifenhersteller. In der LMGTE Pro & LMGTE Am ist die Reifenauswahl jedoch den Teams überlassen.
Die Anzahl der Trockenreifen, welche in den einzelnen Sitzungen verwendet werden dürfen, hängen von der Renndistanz und der Klasse ab:
|           | Freies Training | Qualifying + Rennen | Qualifying + Rennen          |           | 24 Stunden von Le Mans | 24 Stunden von Le Mans | 24 Stunden von Le Mans |
| 6 Stunden | Freies Training | 8 Stunden           | Freies Training + Qualifying | Hyperpole | Rennen                 |                        |                        |
| --------- | --------------- | ------------------- | ---------------------------- | --------- | ---------------------- | ---------------------- | ---------------------- |
| Hypercar  | 12              | 18                  | 26                           | 24        | 8                      | 56                     |                        |
| LMP2      | 12              | 18                  | 26                           | 24        | 8                      | 56                     |                        |
| LMGTE Pro | 12              | 18                  | 26                           | 28        | 8                      | 60                     |                        |
| LMGTE Am  | 16              | 26                  | 34                           | 28        | 8                      | 60                     |                        |

Die Anzahl der Regenreifen hingegen ist nicht begrenzt.

## Kategorien
|               | Hypercar              | LM P2                  | LM P2                  | LM GTE Pro                                   | LM GTE Am                                    |
|               | Hypercar              | Pro/Am                 |                        | LM GTE Pro                                   | LM GTE Am                                    |
| ------------- | --------------------- | ---------------------- | ---------------------- | -------------------------------------------- | -------------------------------------------- |
| Hubraum       | keine Einschränkungen | 4,2 l (Sauger)         | 4,2 l (Sauger)         | 5,5 l (Sauger) / 4,0 l (Turbo / Kompressor)1 | 5,5 l (Sauger) / 4,0 l (Turbo / Kompressor)1 |
| Leistung      | max. 670 bhp (500 kW) | 600 bhp                | 600 bhp                | 500 bhp                                      | 500 bhp                                      |
| Zylinder      | keine Einschränkungen | 8                      | 8                      | keine Einschränkungen                        | keine Einschränkungen                        |
| Gewicht       | min. 1030 kg          | min. 930 kg            | min. 930 kg            | min. 1245 kg                                 | min. 1245 kg                                 |
| Hybrid        | Optional max. 200 kW  | Hybridantrieb verboten | Hybridantrieb verboten | Hybridantrieb verboten                       | Hybridantrieb verboten                       |
| Tankkapazität | Nicht definiert       | 75 l                   | 75 l                   | 90 l                                         | 90 l                                         |
| Länge         | max. 5000 mm          | max. 4750 mm           | max. 4750 mm           | max. 4800 mm                                 | max. 4800 mm                                 |
| Breite        | max. 2000 mm          | max. 1900 mm           | max. 1900 mm           | max. 2050 mm                                 | max. 2050 mm                                 |
| Fahrer        | kein Bronze           | mind. ein Silber       | mind. ein Bronze       | frei                                         | mind. ein Bronze ein Silber oder Bronze      |
| Startnummern  | Roter Hintergrund     | Blauer Hintergrund     | Blauer Hintergrund     | Grüner Hintergrund                           | Oranger Hintergrund                          |

1Motor aufgeladen über Abgasturbolader (Turbocharged) oder über Kompressor (Supercharged)

## Ergebnisse
| Saison  | Fahrermeisterschaft                             | Fahrermeisterschaft                           | Herstellermeisterschaft | Herstellermeisterschaft | Team-Trophäen           | Team-Trophäen           | Team-Trophäen        | Team-Trophäen       |
| Saison  | LMP                                             | GTE                                           | LMP                     | GTE                     | LMP1 (Privat)           | LMP2                    | GTE Pro              | GTE Am              |
| ------- | ----------------------------------------------- | --------------------------------------------- | ----------------------- | ----------------------- | ----------------------- | ----------------------- | -------------------- | ------------------- |
| 2012    | Marcel Fässler André Lotterer Benoît Tréluyer   | –                                             | Audi                    | Ferrari                 | Rebellion Racing        | Starworks Motorsport    | AF Corse             | Larbre Compétition  |
| 2013    | Loïc Duval Tom Kristensen Allan McNish          | Gianmaria Bruni                               | Audi                    | Ferrari                 | Rebellion Racing        | OAK Racing              | AF Corse             | 8 Star Motorsports  |
| 2014    | Sébastien Buemi Anthony Davidson                | Gianmaria Bruni Toni Vilander                 | Toyota                  | Ferrari                 | Rebellion Racing        | SMP Racing              | AF Corse             | Aston Martin Racing |
| 2015    | Timo Bernhard Brendon Hartley Mark Webber       | Richard Lietz                                 | Porsche                 | Porsche                 | Rebellion Racing        | G-Drive Racing          | Porsche Team Manthey | SMP Racing          |
| 2016    | Romain Dumas Neel Jani Marc Lieb                | Marco Sørensen Nicki Thiim                    | Porsche                 | Ferrari                 | Rebellion Racing        | Signatech Alpine        | Aston Martin Racing  | AF Corse            |
| 2017    | Earl Bamber Timo Bernhard Brendon Hartley       | James Calado Alessandro Pier Guidi            | Porsche                 | Ferrari                 | –                       | Vaillante Rebellion     | AF Corse             | Aston Martin Racing |
| 2018/19 | Sébastien Buemi Kazuki Nakajima Fernando Alonso | Michael Christensen Kévin Estre               | Toyota                  | Porsche                 | –                       | Signatech Alpine Matmut | –                    | Team Project 1      |
| 2019/20 | Mike Conway Kamui Kobayashi José María López    | Nicki Thiim Marco Sørensen                    | Toyota                  | Aston Martin            | –                       | United Autosports       | –                    | AF Corse            |
| Saison  | Fahrermeisterschaft                             | Fahrermeisterschaft                           | Herstellermeisterschaft | Herstellermeisterschaft | Team-Trophäen           | Team-Trophäen           | Team-Trophäen        | Team-Trophäen       |
| Saison  | Hypercar                                        | GTE                                           | Hypercar                | GTE                     | LMP2                    | LMP2 Pro/Am             | GTE Am               |                     |
| 2021    | Mike Conway Kamui Kobayashi José María López    | Alessandro Pier Guidi James Calado            | Toyota                  | Ferrari                 | Team WRT                | Racing Team Nederland   | AF Corse             |                     |
| 2022    | Brendon Hartley Ryō Hirakawa Sébastien Buemi    | Alessandro Pier Guidi James Calado            | Toyota                  | Ferrari                 | JOTA                    | AF Corse                | TF Sport             |                     |
| 2023    | Brendon Hartley Ryō Hirakawa Sébastien Buemi    | –                                             | Toyota                  | –                       | Team WRT                | –                       | Corvette Racing      |                     |
| Saison  | Fahrermeisterschaft                             | Fahrermeisterschaft                           | Herstellermeisterschaft | Teammeisterschaft       | Teammeisterschaft       |                         |                      |                     |
| Saison  | Hypercar                                        | GT3                                           | Hypercar                | Hypercar                | GT3                     |                         |                      |                     |
| 2024    | Kévin Estre Laurens Vanthoor André Lotterer     | Klaus Bachler Aljaksandar Malychin Joel Sturm | Toyota                  | Hertz-Team Jota         | #92 Manthey Pure Racing |                         |                      |                     |

## Statistik
| Fahrer die 2023 einen WM-Lauf bestritten haben |

### Rennsiege Fahrer
| Position | Fahrer                | Siege |
| -------- | --------------------- | ----- |
| 1        | Sébastien Buemi       | 23    |
| 2        | Brendon Hartley       | 20    |
| 3        | Kazuki Nakajima       | 17    |
| 4        | Mike Conway           | 15    |
| 5        | Kamui Kobayashi       | 14    |
| 6        | José María López      | 13    |
| 7        | Timo Bernhard         | 12    |
| 8        | Anthony Davidson      | 10    |
| 8        | Marcel Fässler        | 10    |
| 8        | André Lotterer        | 10    |
| 8        | Benoît Tréluyer       | 10    |
| 12       | Nicolas Lapierre      | 8     |
| 12       | Mark Webber           | 8     |
| 14       | Loïc Duval            | 6     |
| 15       | Fernando Alonso       | 5     |
| 15       | Earl Bamber           | 5     |
| 15       | Romain Dumas          | 5     |
| 15       | Alexander Wurz        | 5     |
| 19       | Neel Jani             | 4     |
| 19       | Tom Kristensen        | 4     |
| 19       | Marc Lieb             | 4     |
| 19       | Allan McNish          | 4     |
| 23       | Gustavo Menezes       | 3     |
| 23       | Stéphane Sarrazin     | 3     |
| 23       | Ryō Hirakawa          | 2     |
| 26       | Lucas di Grassi       | 2     |
| 26       | Oliver Jarvis         | 2     |
| 26       | Norman Nato           | 2     |
| 26       | André Negrão          | 2     |
| 26       | Bruno Senna           | 2     |
| 26       | Matthieu Vaxivière    | 2     |
| 32       | Mathias Beche         | 1     |
| 32       | Rinaldo Capello       | 1     |
| 32       | Marc Gené             | 1     |
| 32       | Nico Hülkenberg       | 1     |
| 32       | Thomas Laurent        | 1     |
| 32       | Nick Tandy            | 1     |
| 32       | Alessandro Pier Guidi | 1     |
| 32       | James Calado          | 1     |
| 32       | Antonio Giovinazzi    | 1     |

Stand: Rennen 4/7 2023

### Klassensiege Fahrer
| Position | Fahrer           | LMP1 | LMP1-H | LMP1-L | LMH | LMP2 | LMGTE Pro | LMGTE Am | Gesamt |
| -------- | ---------------- | ---- | ------ | ------ | --- | ---- | --------- | -------- | ------ |
| 01       | Sébastien Buemi  | 13   | 04     | 0      | 06  | 0    | 0         | 0        | 23     |
| 02       | Brendon Hartley  | 14   | 0      | 0      | 06  | 0    | 0         | 0        | 20     |
| 03       | Pedro Lamy       | 0    | 0      | 0      | 0   | 0    | 0         | 19       | 19     |
| 03       | Mike Conway      | 07   | 01     | 0      | 07  | 04   | 0         | 0        | 19     |
| 05       | Nicolas Lapierre | 04   | 02     | 0      | 02  | 09   | 0         | 0        | 17     |
| 05       | Kazuki Nakajima  | 14   | 0      | 0      | 03  | 0    | 0         | 0        | 17     |
| 05       | Roman Russinow   | 0    | 0      | 0      | 0   | 17   | 0         | 0        | 17     |
| 05       | Paul Dalla Lana  | 0    | 0      | 0      | 0   | 0    | 0         | 17       | 17     |
| 09       | Gianmaria Bruni  | 0    | 0      | 0      | 0   | 0    | 16        | 0        | 16     |
| 10       | Julien Canal     | 0    | 0      | 0      | 0   | 12   | 0         | 03       | 15     |
| 11       | Kamui Kobayashi  | 07   | 0      | 0      | 07  | 0    | 0         | 0        | 14     |
| 12       | Anthony Davidson | 06   | 04     | 0      | 0   | 03   | 0         | 0        | 13     |
| 12       | Nicki Thiim      | 0    | 0      | 0      | 0   | 0    | 07        | 06       | 13     |
| 12       | Mathias Lauda    | 0    | 0      | 0      | 0   | 0    | 0         | 13       | 13     |
| 12       | José María López | 06   | 0      | 0      | 07  | 0    | 0         | 0        | 13     |
| 12       | James Calado     | 0    | 0      | 0      | 01  | 12   | 0         | 0        | 13     |

Stand: Rennen 4/7 2023